# Henri Daniaud
Henri Daniaud né le 29 mars 1820 à Paris et mort le 1er août 1877 à Rouen est un peintre et lithographe français.

## Biographie
Henri Daniaud est un peintre de genre. En 1861, il est nommé conservateur du matériel des théâtres de Rouen, succédant à son beau-père Edme Dumée.
Il obtient une médaille de vermeil à l'exposition municipale des beaux-arts de Rouen en 1869.
Domicilié 46 quai Napoléon puis 28, rue Jeanne-d'Arc à Rouen, il y meurt le 1er août 1877. Ses obsèques sont célébrées à l'église Saint-Vincent, et il est inhumé au cimetière monumental de Rouen. Ses biens sont vendus aux enchères le 3 décembre 1877.

## Œuvres
- Rouen, musée des Beaux-Arts : Femme orientale assise ; une femme turque, 1852, huile sur toile, 77,5 × 66 cm[7]
- Le Marchand d'Esclaves[8]
- Mamelucks poursuivis[9]
- Cavaliers turcs[9]
- Vue du pont suspendu prise depuis le pont de pierre, 1845, lithographie, 345 × 250 mm[10]

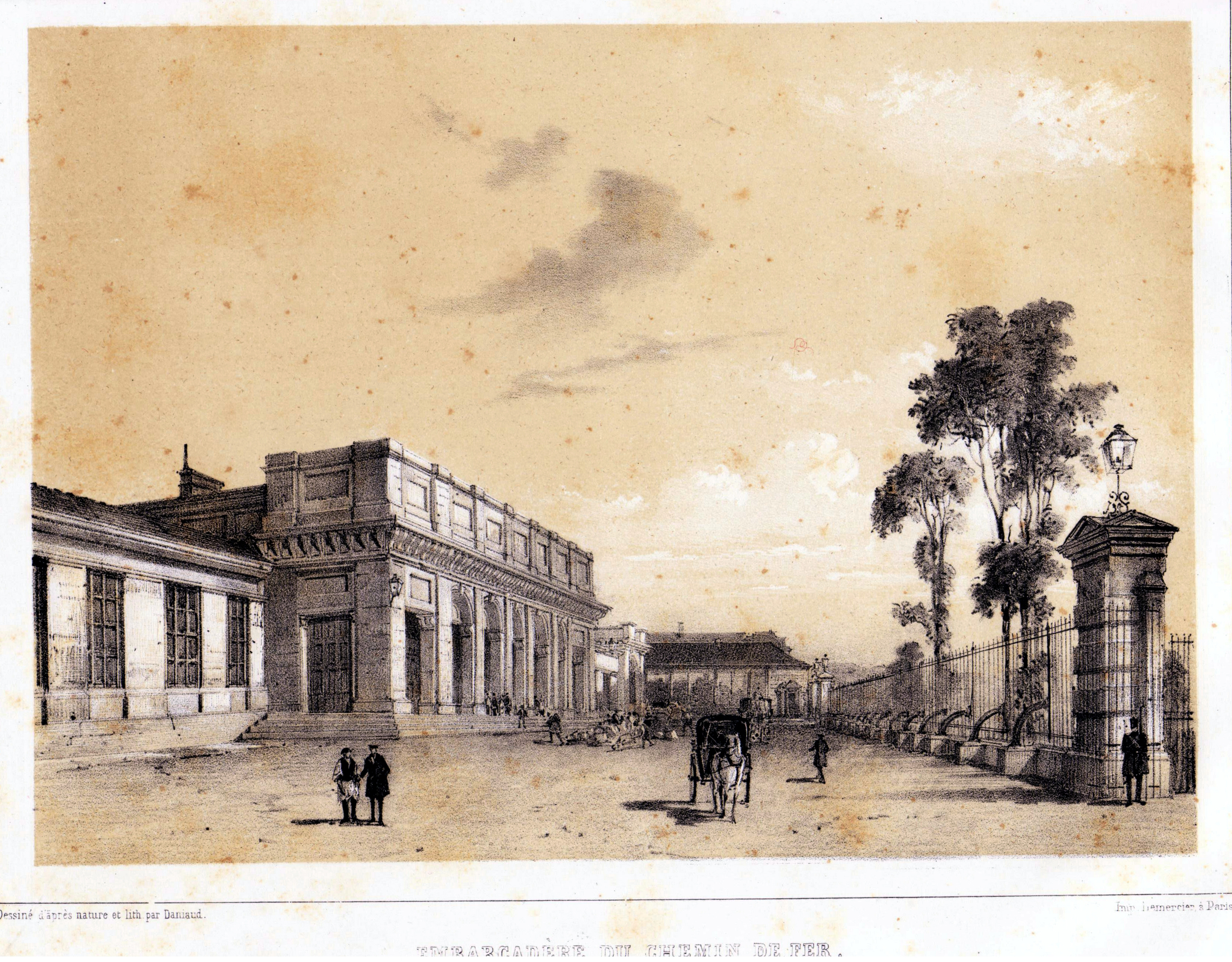
Embarcadère du chemin de fer (vers 1843), lithographie.